# 寒い夜明け
「寒い夜明け」（さむいよあけ）は、 1976年11月1日に発売された郷ひろみ19作目のシングル。

## 解説
作詞は漫画家の楳図かずおによる。ジャケット写真は篠山紀信撮影。

## 収録曲
全曲　作詞：楳図かずお／作曲・編曲：筒美京平
1. 寒い夜明け （3分57秒）
2. 南の果実 （3分10秒）